# Гнойне
Гнойне (словац. Hnojné) — село, громада в окрузі Михайлівці, Кошицький край, Словаччина. Село розташоване на висоті 108 м над рівнем моря. Населення — 250 чол. (99 % — словаки). Вперше згадується в 1390 році. В селі є невелика бібліотека.

## Населення
| Рік:            | 1994. | 2004.    | 2014.   | 2024.    |
| --------------- | ----- | -------- | ------- | -------- |
| Кількість осіб: | 175   | 242      | 218     | 243      |
| Різниця:        |       | +38,28 % | -9,91 % | +11,46 % |

| Рік:            | 2023. | 2024.   |
| --------------- | ----- | ------- |
| Кількість осіб: | 251   | 243     |
| Різниця:        |       | -3,18 % |

## Пам'ятки
У селі є греко-католицька церква Преображення Господнього з 20 століття в стилі сецесії.